# نقشه بابلی جهان
نقشه بابِلی جهان یک لوح گلی باستانی متعلق به تمدن بابل است که روی آن نقشه‌ای از جهان به صورت ساده و دو کتیبه به زبان اکدی نوشته شده است. این لوح که قدمت آن به قرن نهم پیش از میلاد (و به احتمال بیشتر اواخر قرن هشتم یا هفتم پیش از میلاد) می‌رسد، شامل توضیحی کوتاه و تا حدی از بین رفته است. این لوح قدیمی‌ترین تصویر شناخته شده از جهان آن زمان را به تصویر می‌کشد. از زمان کشف آن، در مورد تفسیر کلی و ویژگی‌های خاص آن اختلاف نظر وجود داشته است. قطعه تصویری دیگری به نام VAT 12772 نیز وجود دارد که نقشه‌ای مشابه را از حدود دو هزار سال قبل‌تر نشان می‌دهد.
در این نقشه، رود فرات در مرکز قرار دارد و از شمال (بالا) به جنوب (پایین) جریان دارد و دهانه آن با برچسب «باتلاق» و «خروجی» مشخص شده است. شهر بابل در شمال نقشه و در کنار رود فرات نشان داده شده است. شوش، پایتخت ایلام، در جنوب، اورارتو در شمال شرقی و هبان، پایتخت کاسیان، (به اشتباه) در شمال غربی نشان داده شده است. میان‌رودان با «رودخانه تلخ» یا اقیانوسی دایره‌ای‌شکل احاطه شده است و هفت یا هشت منطقه خارجی به صورت بخش‌های مثلثی در آن سوی اقیانوس به تصویر کشیده شده‌اند که شاید به عنوان کوه تصور شده باشند.
این لوح توسط هرمزد رسام در سیپار، استان بغداد، حدود ۶۰ کیلومتری شمال بابل در کرانه شرقی رود فرات کشف شد. این لوح در سال ۱۸۸۲ توسط موزه بریتانیا خریداری شد (BM 92687). متن آن برای اولین بار در سال ۱۸۸۹ ترجمه شد. [۵] معمولاً تصور می‌شود که این لوح در بورسیپا ساخته شده است. در سال ۱۹۹۵، بخش جدیدی از لوح در بالاترین نقطه مثلث کشف شد.
این نقشه به عنوان نماد مجله علمی Imago Mundi استفاده می‌شود.

## توصیف لوح
این لوح از سه بخش تشکیل شده است: نقشه جهان، متنی در بالای آن و متنی در پشت آن. مشخص نیست که آیا هر سه بخش باید به عنوان یک سند واحد خوانده شوند یا خیر. تفاوت‌های سیستماتیک بین متون نشان می‌دهد که این لوح ممکن است از سه سند جداگانه جمع‌آوری شده باشد.

### نقشه
|                             |  |                                                           |
| نقشه بابلی جهان با رنگ کاذب |  | طراحی توسط برونو مایسنر در Babylonien und Assyrien, ۱۹۲۵. |

نقشه دایره‌ای‌شکل با دو دایره مرزی است. خط خط میخی تمام مکان‌های داخل نقشه دایره‌ای و همچنین چند منطقه خارج از آن را برچسب‌گذاری می‌کند. دو دایره نشان‌دهندهٔ توده آبی هستند که با عنوان id maratum «رودخانه تلخ»، دریای نمک، مشخص شده است.
بابل در شمال مرکز مشخص شده است. به نظر می‌رسد خطوط موازی در پایین نشان دهنده «باتلاق‌های جنوبی» هستند و یک خط منحنی که از شمال-شمال شرقی می‌آید، نشان‌دهندهٔ زاگرس است.
هفت دایره کوچک داخلی در داخل محیط دایره وجود دارد که به نظر می‌رسد نشان دهنده هفت شهر هستند.
هفت یا هشت بخش مثلثی در خارج از دایره آب، «مناطق» (nagu) نامگذاری شده را نشان می‌دهند.
توصیفات پنج مورد از آنها باقی مانده است.
|  | ۱. "کوه" (اکدی: šá-du-ú) 1. "شهر" (اکدی: uru) 2. اورارتو (اکدی: ú-ra-áš-tu) 3. امپراتوری آشور (اکدی: kuraš+šurki) 4. دِر (اکدی: dēr) (یک شهر) 5. باتلاق (اکدی: ap-pa-ru) 6. شوش (پایتخت تمدن ایلام) (اکدی: šuša) 7. کانال/"خروجی" (اکدی: bit-qu) 8. کلده (اکدی: bῑt-ia-᾿-ki-nu) (یک منطقه) 9. "شهر" (اکدی: uru) | ۱۲. هَبّان (اکدی: ha-ab-ban) (یک سرزمین و شهر کاسیان) ۱۳. بابل (اکدی: tin.tirki), تقسیم شده توسط فرات ۱۴ – ۱۷. اقیانوس (آب شور، اکدی: idmar-ra-tum) ۱۹ – ۲۲ (و ۱۸؟). "مناطق" بیرونی (nagu): ۱۸. "دیوار بزرگ، ۶ لیگ در بین، جایی که خورشید دیده نمی‌شود" (اکدی: BÀD.GU.LA 6 bēru ina bi-rit a-šar Šamaš la innammaru). – "دیوار بزرگ" ممکن است یک رشته کوه باشد، "۶ لیگ در بین" احتمالاً به عرض اقیانوس اشاره دارد. ۱۹. "nagu, ۶ لیگ در بین" 1. "[nag]u [..." (بقیه متن از بین رفته است) 2. "[na]gu [..." (بقیه متن از بین رفته است) ۲۲. "nagu, ۸ لیگ در بین" ۲۳. بدون شرح. (شهری در آشور؟) ۲۴, ۲۵. بدون شرح. (شهرهایی در هبان؟) |

### متون همراه

#### روی لوح
به نظر می‌رسد متن بالای نقشه (11 سطر) بخشی از خلقت جهان توسط مردوک، خدای حامی بابل، را توصیف می‌کند که اقیانوس اولیه (الهه تیامات) را از هم جدا کرد و بدین ترتیب خشکی و دریا را آفرید. در مورد دریا می‌گوید:
خدایان ویران‌شده‌ای که او (مردوک) در داخل دریا [ساکن] کرد [...] حضور دارند. افعی، مار بزرگ دریایی در داخل.
در مرحله بعد، در خشکی، مجموعه‌ای از دو موجود افسانه‌ای ("آنزو و مرد عقرب") و حداقل پانزده حیوان خشکی ذکر شده است، "جانورانی که مردوک در بالای دریای ناآرام [آفرید]" (یعنی در خشکی، که به عنوان نوعی قایق غول پیکر شناور در دریا تجسم می‌شود)، از جمله بز کوهی، غزال، شیر، گرگ، میمون نر و ماده، شترمرغ، گربه و آفتاب‌پرست. به استثنای گربه، همه این حیوانات مختص سرزمین‌های دور بودند.
دو سطر آخر متن به سه قهرمان افسانه‌ای اشاره دارد: [U]tnapištim (قهرمان طوفان)، سارگون بزرگ (حاکم اکد) و نور-[D]agan پادشاه Buršaḫa[nda] (مخالف سارگون).

#### پشت لوح
به نظر می‌رسد پشت لوح (29 سطر) توضیحی از (حداقل) هشت nagu باشد. پس از مقدمه‌ای که احتمالاً نحوه شناسایی اولین nagu را توضیح می‌دهد، هفت nagu بعدی هر کدام با عبارت «به منطقه n ام [nagu]، جایی که ۷ لیگ سفر می‌کنید» معرفی می‌شوند (به نظر می‌رسد فاصله ۷ لیگ نشان دهنده عرض اقیانوس باشد تا فاصله بین nagu‌های بعدی).
توضیح کوتاهی برای هر یک از هشت nagu ارائه شده است، اما توضیحات اولی، دومی و ششمی آنقدر آسیب دیده است که قابل خواندن نیست. پنجمین nagu طولانی‌ترین توصیف را دارد، اما این نیز آسیب دیده و غیرقابل رمزگشایی است. هفتمین nagu واضح‌تر است:
... جایی که گاوهای مجهز به شاخ [...] سریع می‌دوند و به [...] می‌رسند
سومین nagu ممکن است یک بیابان بایر باشد که حتی برای پرندگان هم غیرقابل عبور است:
یک پرنده بالدار نمی‌تواند [سفر خود را] با خیال راحت به پایان برساند
در چهارمین nagu اشیایی با ابعاد قابل توجه یافت می‌شود:
[...] به ضخامت یک پیمانه parsiktum، ۲۰ انگشت [...]
هشتمین nagu ممکن است به یک دروازه آسمانی فرضی در شرق اشاره داشته باشد که خورشید هنگام طلوع صبح از آنجا وارد می‌شود.
[... م]کانی که [...] در ورودی آن طلوع می‌کند.
در پایان، این توصیف بیان می‌کند که نقشه یک نمای هوایی است:
از چهار ربع کل [جهان؟] [...] که هیچ‌کس نمی‌تواند آن را درک کند [یعنی nagu به‌طور نامحدود گسترش می‌یابد]
دو سطر آخر ظاهراً نام کاتبی را که لوح را نوشته است ثبت کرده است:
[...] از نمونه قدیمی آن کپی شده و [...] پسر Iṣṣuru [نواد]ه Ea-bēl-il[ī].

## تأثیر بعدی
کارلو زاکاگنینی استدلال کرده است که طرح نقشه بابلی جهان ممکن است در نقشه T و O قرون وسطی اروپا زنده مانده باشد.